# NOTAM
Notice to Airmen (NOTAM), повідомлення авіаперсоналу, НОТАМ ― це сповіщення з відома авіаційної влади для попередження пілотів ПС про можливу небезпеку впродовж маршруту чи локації, котрі можуть мати вплив на безпеку польотів.
Згідно з чинним законодавством України ― це повідомлення, що розсилається засобами електрозв’язку і містить інформацію про введення в дію, стан або зміну будь-якого аеронавігаційного устаткування, обслуговування і правил чи інформацію про небезпеку, своєчасне попередження про яку має важливе значення для персоналу, пов’язаного з виконанням польотів
Дані повідомлення поширюються у відкритому режимі засобами зв'язку про засади, умови та зміни функціонування будь-якого авіаційного відомства, служби, процедури чи небезпеки, які своєчасно стали відомі персоналу та всім пов'язаним з польотами структурам. НОТАМи формуються і відправляються урядовими організаціями та керівними особами аеропортів згідно з Додатком 15: Аеронавігаційно-інформаційне обслуговування Чиказької конвенції про цивільну авіацію (ЧКЦА). В лексикон ввійшов власне термін NOTAM, а не більш формальний Notice to Airmen згідно з ратифікацією ЧКЦА, що вступила в дію 4 квітня 1947 р. Сповіщення авіаторів типово публікувались в пресі авіавідомствами кожної країни (наприклад, Flight Magazine у Великій Британії). Відповідно до змін та доповнень до згаданої Конвенції призвело до більшої автоматизації системи НОТАМ сьогодні.

## Приклад
Типовий НОТАМ для порту London Heathrow:
A1234/06 NOTAMR A1212/06
Q)EGTT/QMXLC/IV/NBO/A/000/999/5129N00028W005
A)EGLL
B)0609050500
C)0704300500
E)DUE WIP TWY B SOUTH CLSD BTN 'F' AND 'R'. TWY 'R' CLSD BTN 'A' AND 'B' AND DIVERTED VIA NEW GREEN CL AND BLUE EDGE LGT. CTN ADZ
Вищезгадане декодується наступним чином:
СЕРІЯ і НОМЕР : A1234 видано в 2006
СУТЬ НОТАМУ : Заміна NOTAM 1212 від 2006
FIR: EGTT (LONDON FIR)
ПРЕДМЕТ : Руліжка (MX)
УМОВА : Закрито (LC)
РУХ: NOTAM видано для IFR (I) польотів та VFR польотів (V)
МЕТА: NOTAM вимагає негайної уваги членів екіпажу (N)
МЕТА: NOTAM стосується PIB (B)
МЕТА: NOTAM стосується політних операцій (O)
ОБСЯГ: Аеродром
ОБМЕЖЕННЯ: Ешелони польоту FL 000 ― FL 999 (000/999)
РОЗТАШУВАННЯ : 51°29' Пн 000° 28' Зх
ОПЕРАТИВНИЙ РАДІУС НОТАМА :  5 NM
АЕРОДРОМ : London Heathrow (EGLL)
З : 05:00 UTC 5 вересня 2006
ДО : 05:00 UTC 30 квітня 2007
КАТЕГОРІЯ: Аеродроми, повітряні маршрути та наземні засоби
ОПИС: В зв'язку з проведенням робіт руліжка «B South» закрита між «F» and «R». Руліжка «R» закрита між «A» і «B» розвернута через нову зелену лінію з синім межовим освітленням. Проявити уважність.